# Yostinos Boulos Safar
Justyn (imię świeckie Boulos Safar, ur. 1971 w Al-Kamiszli) – duchowny Syryjskiego Kościoła Ortodoksyjnego, od 2005 biskup Zahli. Sakrę biskupią otrzymał 17 kwietnia 2005.